# Vajrapani

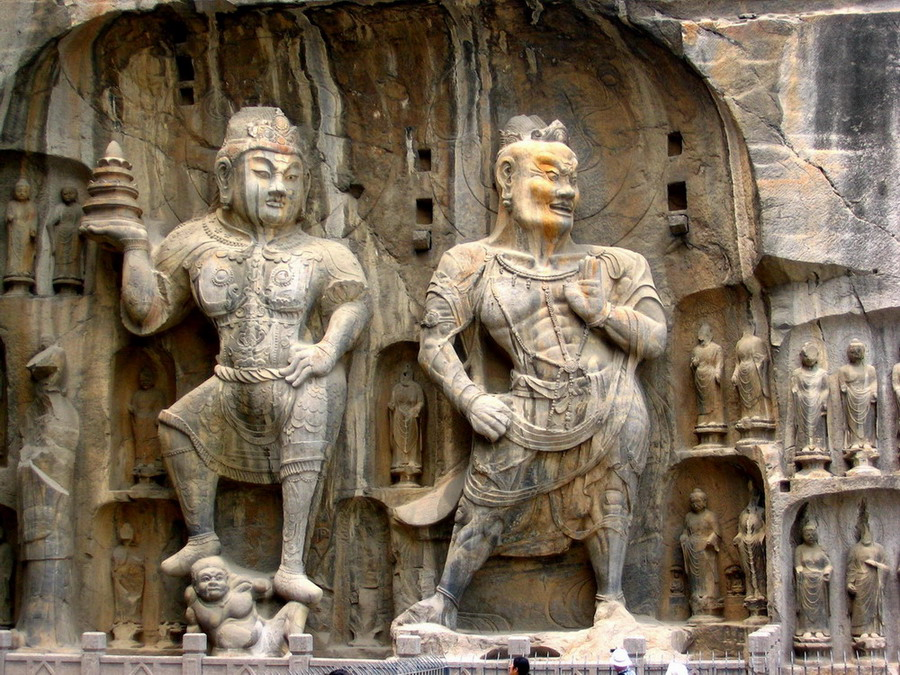
Vajrapani (dreapta) împreună cu Vaisravana (stânga), grotele Longmen, China.

Vajrapani este unul dintre cei mai vechi bodhisattva ai Budismului Mahayana și reprezintă puterea tuturor bodhisattva, fiind gardianul tuturor Buddha. El face parte dintre cei trei bodhisattva  protectori ai lui Buddha: Mahasthamaprapta (înțelepciunea), Avalokiteśvara (compasiunea) și Vajrapani (puterea).
Vajrapani apare în iconongrafie ca un războinic mânios, musculos, cu o coroană de bodhisattva cu cinci colțuri pe cap, sau o coroana din crani. Uneori are în mâna dreaptă o vajră, iar în mâna stângă o frânghie cu care sugrumă demonii. În jurul gâtului are un colier din șerpi, iar în zona de jos a corpului este acoperit cu o piele de tigru. De asemenea, pe frunte are un al treilea ochi ce simbolizează înțelepciunea sa.
Mai mult decât atât, manifestările lui Vajrapani se numesc Niō, niște gardieni puternici ai lui Buddha, care se găsesc la intrarea în toate templele budiste din Japonia. Uneori, Vajrapani este asociat cu zeul hindus Indra, datorită puterii sale. De asemenea, Vajrapani este venerat și în Budismul Vajrayana.